# 238 Hypatia
För andra betydelser, se Hypatia (olika betydelser).
238 Hypatia eller 1947 HA är en stor asteroid i huvudbältet som upptäcktes den 1 juli 1884 av den ryske astronomen Viktor Knorre. Den fick senare namn efter Hypatia av Alexandria, den grekiska matematikern på 300-talet.
Hypatias senaste periheliepassage skedde den 23 februari 2024. Dess rotationstid har beräknats till 8,87 timmar. Asteroiden har uppmätts till diametern 155,65 kilometer.